# جيمس رامزي (لاعب كرة قاعدة)
جيمس رامزي (بالإنجليزية: James Ramsey)‏ هو لاعب كرة قاعدة أمريكي، ولد في 19 ديسمبر 1989 في ألفاريتا في الولايات المتحدة.

## وصلات خارجية
- جيمس رامزي على موقعبيزبول رفرنس.كوم (الدوري الثانوي) (الإنجليزية)